# Долње Обдоковце
Долње Обдоковце (слч. Dolné Obdokovce) насељено је мјесто са административним статусом сеоске општине (слч. obec) у округу Њитра, у Њитранском крају, Словачка Република.

## Становништво
| Година:    | 1994. | 2004. | 2014.   | 2024.   |
| ---------- | ----- | ----- | ------- | ------- |
| Број људи: | 1111  | 1111  | 1193    | 1130    |
| Разлика:   |       | +0 %  | +7,38 % | -5,28 % |

| Година:    | 2023. | 2024.   |
| ---------- | ----- | ------- |
| Број људи: | 1136  | 1130    |
| Разлика:   |       | -0,52 % |

Према подацима о броју становника из 2011. године насеље је имало 1.190 становника.